# Chemin de fer à crémaillère Saint-Jean - Saint-Just

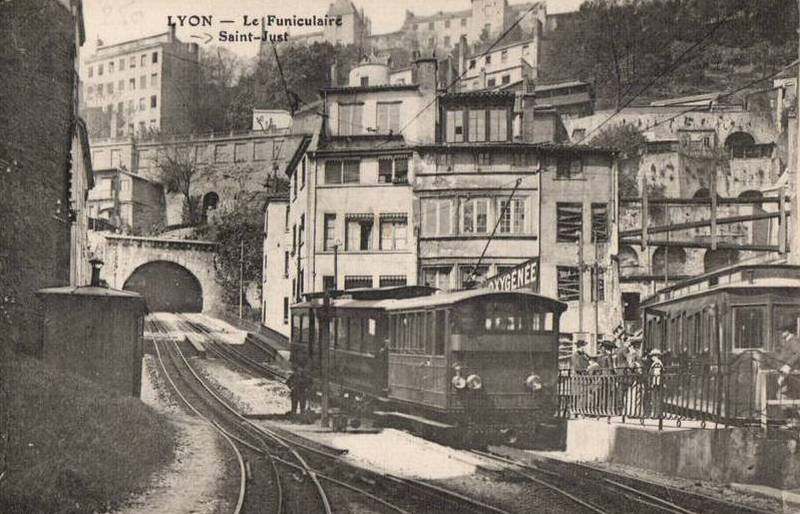
Un train au départ de Saint-Jean au début de l'exploitation avec à droite le funiculaire de Fourvière

Le chemin de fer à crémaillère Saint-Jean - Saint-Just est une ancienne ligne à crémaillère à voie métrique qui reliait le quartier de Saint-Jean, à Lyon, sur les quais de Saône, au quartier de Saint-Just, faubourg de la ville situé entre les collines de Fourvière et de Saint-Irénée. Sa longueur était de 822 mètres.

## Histoire
Mis en service en 1901 en remplacement d'un funiculaire, le chemin de fer à crémaillère a été fermé le 4 juillet 1957. Il a été remplacé par un nouveau funiculaire, inauguré en avril 1958.

## Infrastructure
Le tracé comprenait deux tunnels. Les trois stations étaient à l'air libre. La gare inférieure de Saint-Jean était commune avec le funiculaire de Fourvière, et la gare supérieure de Saint-Just était commune avec le train de Vaugneray.

## Exploitation
L'exploitation était assurée par la compagnie des chemins de fer Fourvière Ouest-Lyonnais entre 1901 et 1911, puis par la compagnie Omnibus et Tramways de Lyon de 1911 à 1957.

## Matériel roulant
Le matériel roulant consistait en 4 locotracteurs électriques no 1101 à 1104, construits par SLM Winterthur et livrés en 1900 et 1905, affectés aux trains de voyageurs, et 3 trucks pour le transport des marchandises, construits par SLM Winterthur et livrés en 1901.